# Margot Kidder
Margot Kidder, all'anagrafe Margaret Ruth Kidder (Yellowknife, 17 ottobre 1948 – Livingston, 13 maggio 2018), è stata un'attrice canadese naturalizzata statunitense.
È nota in particolare per aver interpretato il personaggio dei fumetti DC Comics Lois Lane nella saga di film di Superman, tra il 1978 e il 1987, al fianco di Christopher Reeve.

## Biografia
Primogenita dei cinque figli di Jill e Kendall Kidder, aveva una sorella, Annie, e tre fratelli, John, Michael e Peter. Iniziò la carriera di attrice nel periodo in cui viveva a Toronto, lavorando sui teleschermi canadesi (la CBC), mentre il suo primo film risale al 1973, Le due sorelle, diretto da Brian De Palma. Nel marzo del 1975 apparve nuda sulla rivista Playboy.
Il suo ruolo più famoso è quello di Lois Lane nel film Superman (1978) e nei suoi seguiti, ruolo che però divenne sempre meno importante, anche per via dei litigi causati dalle scelte di produttore e regista. In seguito, Kidder fu nuovamente coinvolta nell'universo narrativo legato a Superman, poiché venne ingaggiata per due episodi della quarta stagione delle serie TV Smallville, in cui interpretò l'ambigua Bridgette Crosby.
Dopo aver lavorato con Peter O'Toole nella versione cinematografica del Pigmalione, girata nel 1983, iniziò la sua attività di interprete teatrale, lavorando, fra le altre, all'opera I monologhi della vagina di Eve Ensler. Nel 1990 rimase ferita in un incidente stradale e per due anni non poté lavorare.
A Kidder venne diagnosticato un disordine bipolare che nel 1996 la condusse a una crisi maniacale assai pubblicizzata dai giornali. La polizia di Los Angeles la trovò nuda in una boscaglia, in uno stato di ansia e con diversi denti mancanti e venne ricoverata in una clinica psichiatrica. Kidder chiamò i suoi problemi "i miei mostri" e nel 2007 dichiarò di non aver più avuto episodi maniacali in 11 anni grazie allo psichiatra Abram Hoffer e alla sua medicina naturale.
È morta il 13 maggio 2018 nella sua abitazione di Livingston, in Montana, a 69 anni. L'8 agosto dello stesso anno venne riportato che la morte era dovuta a un'overdose auto-inflitta di medicinali e alcol, concludendo che Kidder si fosse quindi suicidata.

## Vita privata
Margot Kidder si è sposata tre volte: la prima volta con Thomas McGuane dal 1975 al 1976, da cui ebbe la figlia Maggie, sceneggiatrice; la seconda volta con l'attore statunitense John Heard nel 1979 il cui matrimonio durò sei giorni; la terza volta con il regista francese Philippe de Broca, dal 1983 al 1984. Era inoltre la zia di Janet Kidder, a sua volta attrice.

## Filmografia

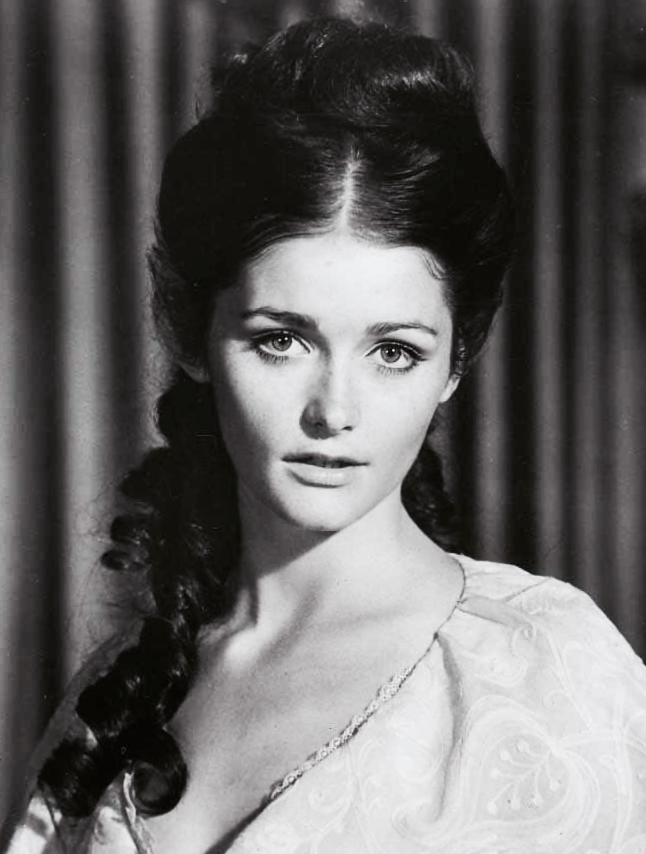
Margot Kidder nel 1969

### Cinema
- Chicago Chicago (Gaily, Gaily), regia di Norman Jewison (1969)
- Che fortuna avere una cugina nel Bronx! (Quackser Fortune Has a Cousin in the Bronx), regia di Waris Hussein (1970)
- Le due sorelle (Sisters), regia di Brian De Palma (1972)
- A Quiet Day in Belfast, regia di Milad Bessada (1974)
- I fratelli Dion (The Gravy Train), regia di Jack Starrett (1974)
- Black Christmas (Un Natale rosso sangue) (Black Christmas), regia di Bob Clark (1974)
- Il temerario (The Great Waldo Pepper), regia di George Roy Hill (1975)
- Il misterioso caso Peter Proud (The Reincarnation of Peter Proud), regia di J. Lee Thompson (1975)
- Novantadue gradi all'ombra (92 in the Shade), regia di Thomas McGuane (1975)
- Superman, regia di Richard Donner (1978)
- Shoot the Sun Down, regia di David Leeds (1978)
- Amityville Horror (The Amityville Horror), regia di Stuart Rosenberg (1979)
- Io, Willie e Phil (Willie & Phil), regia di Paul Mazursky (1980)
- Superman II, regia di Richard Lester, Richard Donner (1980)
- Heartaches, regia di Donald Shebib (1981)
- State uniti in America (Some Kind of Hero), regia di Michael Pressman (1982)
- La donna giusta (Miss Right), regia di Paul Williams (1982)
- Giallo a Malta (Trenchcoat), regia di Michael Tuchner (1983)
- Superman III, regia di Richard Lester (1983)
- Il sogno della città fantasma (Little Treasure), regia di Alan Sharp (1985)
- Keeping Track, regia di Robin Spry (1986)
- Superman IV (Superman IV: The Quest for Peace), regia di Sidney J. Furie (1987)
- Mob Story, regia di Gabriel Markiw, Jancarlo Markiw (1989)
- White Room, regia di Patricia Rozema (1990)
- Fuori di testa (Delirious), regia di Tom Mankiewicz (1991)
- Aaron Sent Me (1992)
- La Florida, regia di George Mihalca (1993)
- Maverick, regia di Richard Donner (1994)
- Il fantasma di sentiero lucente (Windrunner), regia di William Clark (1994)
- The Pornographer, regia di Patrick Sheane Duncan (1994)
- Beanstalk, regia di Michael Davis (1994)
- Henry & Verlin, regia di Gary Ledbetter (1996)
- Never Met Picasso, regia di Stephen Kijak (1996)
- The Planet of Junior Brown, regia di Clement Virgo (1997)
- Zona d'ombra: bambole e vudù (Shadow Zone: My Teacher Ate My Homework), regia di Stephen Williams (1997)
- L'amore di una madre (Silent Cradle), regia di Paul Ziller (1997)
- The Hi-Line, regia di Ron Judkins (1999)
- The Clown at Midnight, regia di Jean Pellerin (1999)
- The Annihilation of Fish, regia di Charles Burnett (1999)
- Nightmare Man, regia di Jim Kaufman (1999)
- Tribulation, regia di André van Heerden (2000)
- Angel Blade, regia di David Heavener (2002)
- Delitto e castigo (Crime and Punishment), regia di Menahem Golan (2002)
- Death 4 Told, episodio "The Psychic", regia di Bo Buckley, C. Michael Close (2004)
- Chicks with Sticks, regia di Kari Skogland (2004)
- The Last Sign, regia di Douglas Law (2005)
- The Box Collector, regia di John Daly (2008)
- On the Other Hand, Death, regia di Ron Oliver (2008)
- A Single Woman, regia di Kamala Lopez (2008)
- Universal Signs, regia di Ann Calamia (2008)
- Halloween II, regia di Rob Zombie (2009)
- For Robbing the Dead, regia di Thomas Russell (2011)
- 3 of a Kind, regia di Greg Green (2012)
- Matt's Chance, regia di Nicholas Gyeney (2013)
- Real Gangsters, regia di Frank D'Angelo (2013)
- Pride of Lions, regia di Sidney J. Furie (2014)
- The Big Fat Stone, regia di Frank D'Angelo (2014)
- No Deposit, regia di Frank D'Angelo (2015)
- The Red Maple Leaf, regia di Frank D'Angelo (2016)
- The Neighborhood, regia di Frank D'Angelo (2017)

### Televisione
- Wojeck – serie TV, episodio 2x03 (1968)
- Festival – serie TV, 1 episodio (1969)
- The Best Damn Fiddler from Calabogie to Kaladar, regia di Peter Pearson – film TV (1969)
- Corwin – serie TV, episodi 1x01-1x02 (1969)
- McQueen – serie TV, episodi 1x05-1x09-1x11 (1969)
- Mod Squad, i ragazzi di Greer (The Mod Squad) – serie TV, episodio 2x24 (1970)
- Adventures in Rainbow Country – serie TV, episodi 1x02-1x07 (1969)
- The Manipulators – serie TV, 1 episodio (1971)
- Suddenly Single, regia di Jud Taylor – film TV (1971)
- Un vero sceriffo (Nichols) – serie TV, 24 episodi (1971-1972)
- The Bounty Man, regia di John Llewellyn Moxey – film TV (1972)
- Banacek – serie TV, 1 episodio (1972)
- The Wide World of Mystery – serie TV, 1 episodio (1973)
- Harry O – serie TV, 1 episodio (1973)
- Barnaby Jones – serie TV, 1 episodio (1973)
- The Suicide Club, regia di Bill Glenn – film TV (1974)
- Honky Tonk, regia di Don Taylor – film TV (1974)
- Baretta – serie TV, 1 episodio (1975)
- Switch – serie TV, 1 episodio (1976)
- Bus Stop, regia di Peter H. Hunt – film TV (1982)
- Pygmalion, regia di Alan Cooke – film TV (1983)
- Louisiana, regia di Philippe de Broca – film TV (1984)
- The Glitter Dome, regia di Stuart Margolin – film TV (1984)
- I viaggiatori delle tenebre (The Hitchhiker) – serie TV, 1 episodio (1985)
- Picking Up the Pieces, regia di Paul Wendkos – film TV (1985)
- Vanishing Act, regia di David Greene – film TV (1986)
- Shell Game – serie TV, 6 episodi (1987)
- Body of Evidence, regia di Roy Campanella II – film TV (1988)
- Caccia all'assassino (To Catch a Killer), regia di Eric Till – film TV (1992)
- I racconti della cripta (Tales from the Crypt) – serie TV, 1 episodio (1992)
- Street Legal – serie TV, 2 episodi (1992-1993)
- La signora in giallo (Murder, She Wrote) – serie TV, episodio 9x16 (1993)
- Le avventure di Black Stallion (The Adventures of Black Stallion) – serie TV, 1 episodio (1993)
- Il coraggio di Grace (One Woman's Courage), regia di Charles Robert Carner – film TV (1994)
- La legge di Burke (Burke's Law) – serie TV, 1 episodio (1995)
- Il giovane Ivanhoe (Young Ivanhoe), regia di Ralph L. Thomas – film TV (1995)
- Un'estranea in famiglia (Bloodknot), regia di Jorge Montesi – film TV (1995)
- Io e mio fratello (Boston Common) – serie TV, 6 episodi (1996-1997)
- The Hunger – serie TV, 1 episodio (1997)
- Il tocco di un angelo (Touched by an Angel) – serie TV, 1 episodio (1998)
- The Return of Alex Kelly, regia di Ted Kotcheff – film TV (1999)
- PSI Factor – serie TV, 1 episodio (1999)
- Nikita (La Femme Nikita) – serie TV, 1 episodio (1999)
- Made in Canada – serie TV, 1 episodio (1999)
- Common Ground, regia di Donna Deitch – film TV (2000)
- Qualcuno nel buio (Someone Is Watching), regia di Douglas Jackson – film TV (2000)
- Amazon – serie TV, 2 episodi (2000)
- Oltre i limiti (The Outer Limits) – serie TV, 1 episodio (2000)
- The Secret Adventures of Jules Verne – serie TV, 1 episodio (2000)
- Mentors – serie TV, 1 episodio (2000)
- Law & Order - Unità vittime speciali (Law & Order: Special Victims Unit) – serie TV, 1 episodio (2001)
- Pianeta Terra - Cronaca di un'invasione (Earth: Final Conflict) – serie TV, 1 episodio (2001)
- Society's Child, regia di Pierre Gang – film TV (2002)
- Un giorno ti vedrò (I'll Be Seeing You), regia di Will Dixon – film TV (2004)
- Smallville – serie TV, 2 episodi (2004)
- Cool Money, regia di Gary Burns – film TV (2005)
- Robson Arms – serie TV, 3 episodi (2005)
- The L Word – serie TV, 1 episodio (2006)
- Brothers & Sisters - Segreti di famiglia (Brothers & Sisters) – serie TV, 2 episodi (2007)
- Something Evil Comes, regia di Ron Oliver – film TV (2009)
- R. L. Stine's The Haunting Hour – serie TV, 1 episodio (2014)

## Riconoscimenti
- Action on Film Award
  - 2013 – Candidatura alla miglior attrice per Real Gangsters
  - 2016 – Miglior cast per The Red Maple Leaf (condiviso con altri)
- Canadian Film Awards
  - 1969 – Premio speciale in riconoscimento del miglior nuovo talento
  - 1969 – Candidatura al Premio Etrog per la miglior attrice
  - 1975 – Premio Etrog alla miglior attrice protagonista per A Quiet Day in Belfast e Black Christmas
- Daytime Emmy Awards
  - 2015 – Miglior attrice in una serie per bambini per il personaggio di Mrs. Worthington nell'episodio Mrs. Worthington della serie televisiva R.L. Stine's The Haunting Hour
- Fright Meter Awards
  - 2011 – Candidatura alla miglior attrice per The Box Collector
- Genie Awards
  - 1982 – Miglior interpretazione di un'attrice in un ruolo principale per Heartaches
- OFTA Television Award
  - 1999 – Candidatura alla miglior attrice in una serie via cavo per Nikita
- Saturn Award
  - 1979 – Miglior attrice per Superman
  - 1980 – Candidatura alla miglior attrice per The Amityville Horror
  - 1982 – Candidatura alla miglior attrice per Superman II
- Stinker Award
  - 1979 – Candidatura alla peggior attrice per The Amityville Horror
  - 1979 – Candidatura alla peggior coppia sullo schermo per The Amityville Horror (condiviso con James Brolin)
- Vegas Indie Film Fest
  - 2013 – Golden Bulb al miglior cast per Matt's Chance (condiviso con altri)

## Omaggi
- Il gruppo australo-britannico Million Dead le ha dedicato la canzone Margot Kidder, contenuta nel loro secondo album Harmony No Harmony del 2005.

## Doppiatrici italiane
Nelle versioni in italiano dei suoi film, Margot Kidder è stata doppiata da:
- Maria Pia Di Meo in Superman, Superman II, Superman III, Superman IV
- Ada Maria Serra Zanetti in The Last Sign, Halloween II
- Sonia Scotti in Nichols - Un vero sceriffo
- Silvana Fantini in Le due sorelle
- Gabriella Pochini ne Il temerario
- Paola Quattrini in Amityville Horror
- Silvia Pepitoni in Giallo a Malta
- Pinella Dragani in La signora in giallo
- Angiola Baggi in Smallville
- Daniela Nobili in Robson Arms
- Ludovica Modugno in Brothers & Sisters - Segreti di famiglia
- Alessandra Korompay in Superman (ridoppiaggio)

Da doppiatrice è stata sostituita da:
- Stefania Romagnoli in Le nuove avventure di Capitan Planet